# Портрет прокуратора Якопо Соранцо
«Портрет прокуратора Якопо Соранцо» (італ. Ritratto del procuratore Jacopo Soranzo) — картина італійського живописця Якопо Робусті відомого як Тінторетто (1518–1594), представника венеціанської школи. Створена близько 1550 року. З 1812 року зберігається у колекції Галереї Академії у Венеції. 
Тінторетто завжди приділяв велику увагу портрету, і у міру зростання його слави, зростала і кількість виконаних художником портретів. Картина, яка поступила з Прокураторії де Супра, спочатку мала форму люнета і була більшою, однак до кінця XVI століття, художник зі своїм сином Доменіко переробили її, аби прилаштувати її до нового приміщення перебудованих Прокурацій.
На полотні зображений Якопо Соранцо, який був призначений прокуратором у 1522 році (про що свідчить напис поміщений вздовж верхнього краю полотна). Прокуратор зображений у відповідності до композиційної схеми, вибраної Тінторетто для портретів людей похилого віку. Попри парадну статичність пози, обличчя Соранцо має живий вираз, що підкреслюється світлотінню, яку створює світловий пучок, що йде праворуч і осяює старе обличчя, волосся і бороду. Ретельному промальовуванню обличчя і рук відповідає більш лаконічна мова кольорових мазків на драпіруванні та камчатому візерунку на одязі. 